# Pascal Jenft
Pour les articles homonymes, voir Jenft.
Pascal Jenft, né le 29 novembre 1966 à Sarreguemines, est un homme politique français, membre du Rassemblement national. Il est élu député de la cinquième circonscription de la Moselle en 2024.

## Biographie
Pascal Jenft effectue une carrière de gendarme motocycliste pendant une vingtaine d'années, avant de fonder son entreprise de menuiserie (FERMAP) en 2005,,.
Ancien militant de l'Union pour un mouvement populaire (UMP), il adhère au Front national (FN) en 2014. L'année suivante, il est élu au conseil régional du Grand Est sur la liste de Florian Philippot.
En 2024, il est candidat Rassemblement national dans la cinquième circonscription de la Moselle. Au premier tour, il obtient 47,52 % des suffrages exprimés et le 7 juillet 2024 il est élu au second tour face au député sortant Vincent Seitlinger (LR), avec 52,64 %.